# Ecnomus kitabal
Ecnomus kitabal är en nattsländeart som beskrevs av Cartwright 1990. Ecnomus kitabal ingår i släktet Ecnomus och familjen trattnattsländor. Inga underarter finns listade i Catalogue of Life.